# Battleground (filme)
Battleground (br.: O preço da glória) é um filme estadunidense de 1949 do gênero Guerra dirigido por William A. Wellman. O filme conta a história de soldados americanos cercados em Bastogne durante a Batalha do Bulge na Bélgica, um acontecimento da Segunda Guerra Mundial. O roteiro foi de Robert Pirosh.
O filme notabilizou-se por ser a primeira grande produção de Hollywood a mostrar os soldados como vulneráveis e humanos, ao contrário dos costumeiros personagens empolgados e inspiradores. Embora a coragem sob fogo não seja o tema, pelo menos em algum momento os soldados pensaram seriamente na possibilidade de fuga, além de reclamarem muito da situação em que se encontram. Considerado um dos melhores filmes do gênero que foram realizados após o término do conflito.
Os direitos de Battleground eram da RKO Pictures, chamado provisoriamente de "Prelude to Love" para esconder o verdadeiro assunto  mas foram vendidos quando o produtor Dore Schary saiu da companhia. Schary tinha ido para a  MGM e comprou o roteiro da RKO, a contragosto de Louis B. Mayer que achava que o público estava cansado de filmes de guerra. Robert Taylor e Keenan Wynn foram cotados para participarem do filme .
Robert Pirosh baseou o roteiro em suas próprias experiências durante a Batalha do Bulge embora ele não tenha servido na 101ª Aérotransportada. Muitos dos incidentes mostrados no filme aconteceram, inclusive a rejeição de uma oferta de rendição feita pelos alemães em 22 de dezembro de 1944, proferindo-se a palavra "Nuts!" do Brig. Gen. Anthony McAuliffe.  Vinte veteranos da 101ª foram contratados para treinarem os atores além de aparecerem como figurantes no filme.
As filmagens ocorreram de 5 de abril a 3 de junho de 1949, com locações no nordeste da Califórnia, Oregon e Estado de Washington.  Fort Lewis (Washington) foi usado para a cena com os tanques da 101ª Aerotrasportada de George S. Patton, general do Terceiro Exército. 

## Elenco
- Van Johnson...Holley
- John Hodiak...Jarvess
- Ricardo Montalban...Roderigues
- George Murphy..."Pop" Stazak
- Marshall Thompson...Jim Layton
- Jerome Courtland...Abner Spudler
- Don Taylor...Standiferd
- Bruce Cowling...Wolowicz
- James Whitmore..Kinnie
- Douglas Fowley..."Kipp" Kippton
- Leon Ames...capitão
- Herbert Anderson...Hansan
- Thomas E. Breen...Doc
- Denise Darcel...Denise
- Richard Jaeckel...Bettis
- James Arness...Garby
- Scotty Beckett...William J. Hooper
- Brett King...Tenente Teiss

## Sinopse
Em meados de dezembro de 1944, o recruta Jim Layton se apresenta ao seu novo batalhão. Nesse mesmo dia Holley volta à companhia recuperado de ferimentos. Os homens aguardam ansiosos uma licença de três dias, quando pretendem ir à Paris. Em meio a conversa animada nas barracas, Layton é completamente ignorado.
Mas os planos dos aliados são mudados quando os alemães iniciam uma ofensiva de surpresa na região das Ardenas, numa tentativa desesperada de barrar o avanço inimigo em direção à Berlin. Enquanto milhares de inimigos vão até a região, a companhia americana passa a noite na cidade de Bastogne e o pelotão de Holley e Layton fica na casa da moradora Denise. No dia seguinte o sargento Kinnie posiciona os homens próximos da cidade, numa floresta sob frio rigoroso.
Durante a noite, alemães disfarçados de americanos penetram nas linhas aliadas e explodem uma ponte. A situação em Bastogne fica difícil, pois a cidade é estratégica para a manutenção das linhas de suprimentos dos aliados e os americanos recebem ordens de defendê-la a qualquer custo.
Mas logo vem a notícia de que estão cercados e com a munição no fim.  

## Premiação e homenagens
- Battleground venceu dois Oscars: Melhor fotografia em preto e branco (Paul C. Vogel) e melhor roteiro original (Robert Pirosh). Indicado ainda para Melhor Filme, Melhor Diretor, Melhor Edição e Melhor Ator Coadjuvante (James Whitmore).

- James Whitmore venceu o Globo de Ouro de 1950 como Melhor Ator Coadjuvante, o mesmo acontecendo  na categoria Melhor Roteiro.  Pirosh foi indicado ao Writers Guild Award como melhor texto de drama americano.[7]